# Tegernau
Tegernau este o comună din landul Baden-Württemberg, Germania.